# Carl Hagenbeck

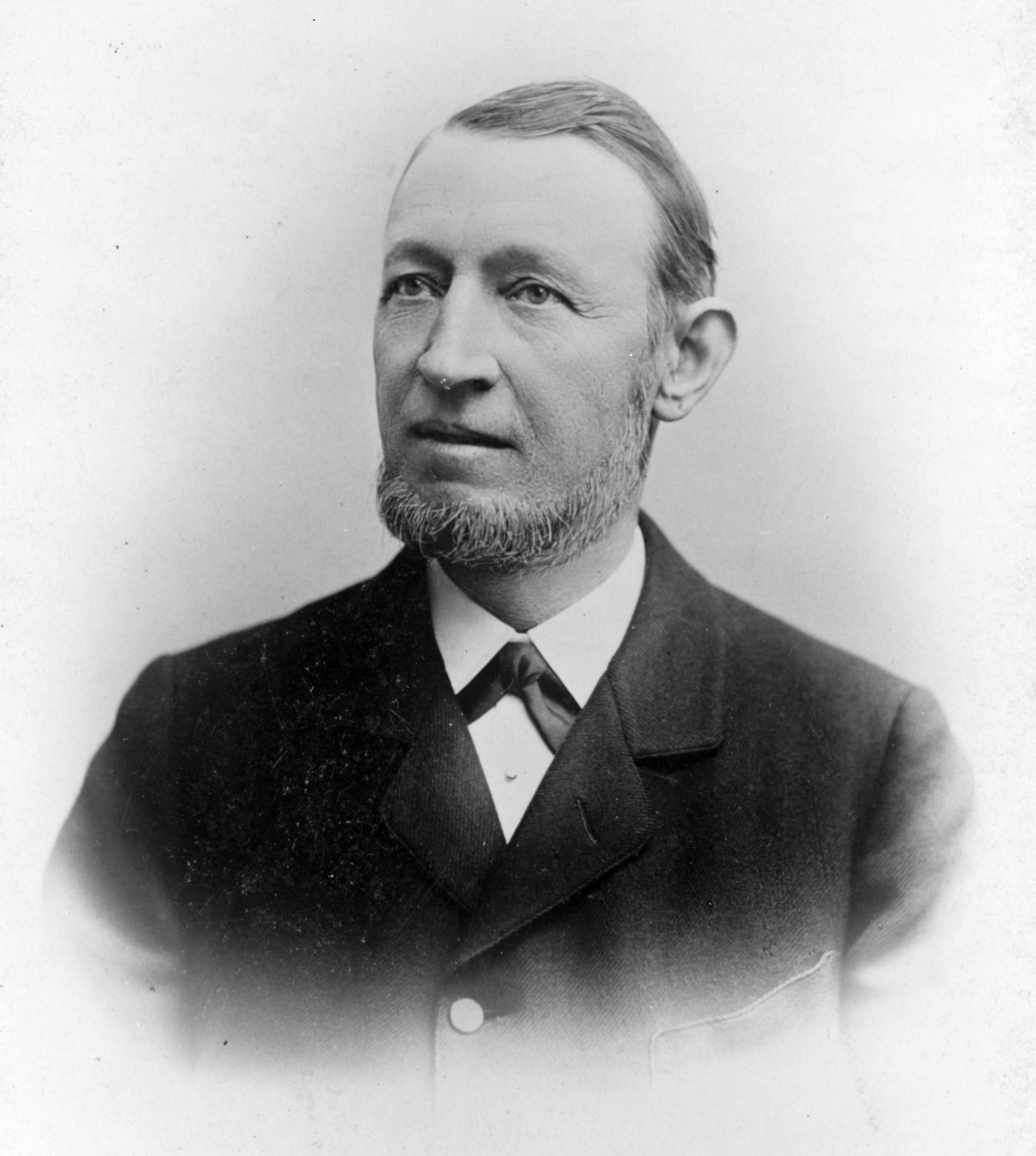
Carl Hagenbeck

Carl Hagenbeck (ur. 10 czerwca 1844 w Hamburgu, zm. 14 kwietnia 1913 tamże) – niemiecki treser, był właścicielem przedsiębiorstwa handlu zwierzętami egzotycznymi i kilku cyrków objazdowych.

## Życiorys
Był synem handlarza rybami i zwierzętami Karola Hagenbecka. W 1866 roku przejął zakład ojca i go rozwinął. W roku 1907 założył ogród zoologiczny w hamburskiej dzielnicy Stellingen noszący do dziś nazwę Tierpark Hagenbeck i będący w posiadaniu rodziny Hagenbeck.
Hagenbeck opracował nowe metody hodowli, aklimatyzacji i tresury zwierząt.
W 1874 zdecydował się na zorganizowanie wystawy Samoańczyków (grupy etnicznej żyjącej na Wyspach Samoa) oraz Lapończyków, jako „nieskażenie czystej” nacji (tzw. „ludzie zoo”). W 1876 wysłał wysłannika do rządzonego przez Egipcjan Sudanu w celu przywiezienia z tego kraju dzikich zwierząt oraz Nubijczyków. Wystawa Nubijczyków odniosła wielki sukces w dużych europejskich miastach – Paryżu, Londynie oraz Berlinie. Wysłał on również swojego agenta na Labrador w celu zaangażowania Eskimosów (Inuitów). Inuici pokazywani byli później w Hamburgu.
Opisał go Alfred Szklarski w cyklu o Tomku Wilmowskim jako pracodawcę Andrzeja Wilmowskiego, Jana Smugi i bosmana Nowickiego.